# Élections régionales ouzbèkes de 2019-2020
Les élections régionales ouzbèkes de 2019 ont lieu le 22 décembre 2019 en Ouzbékistan.